# Verwaltungsgliederung der Oblast Jaroslawl
Die Oblast Jaroslawl im Föderationskreis Zentralrussland der Russischen Föderation gliedert sich in 17 Rajons und 3 Stadtkreise.

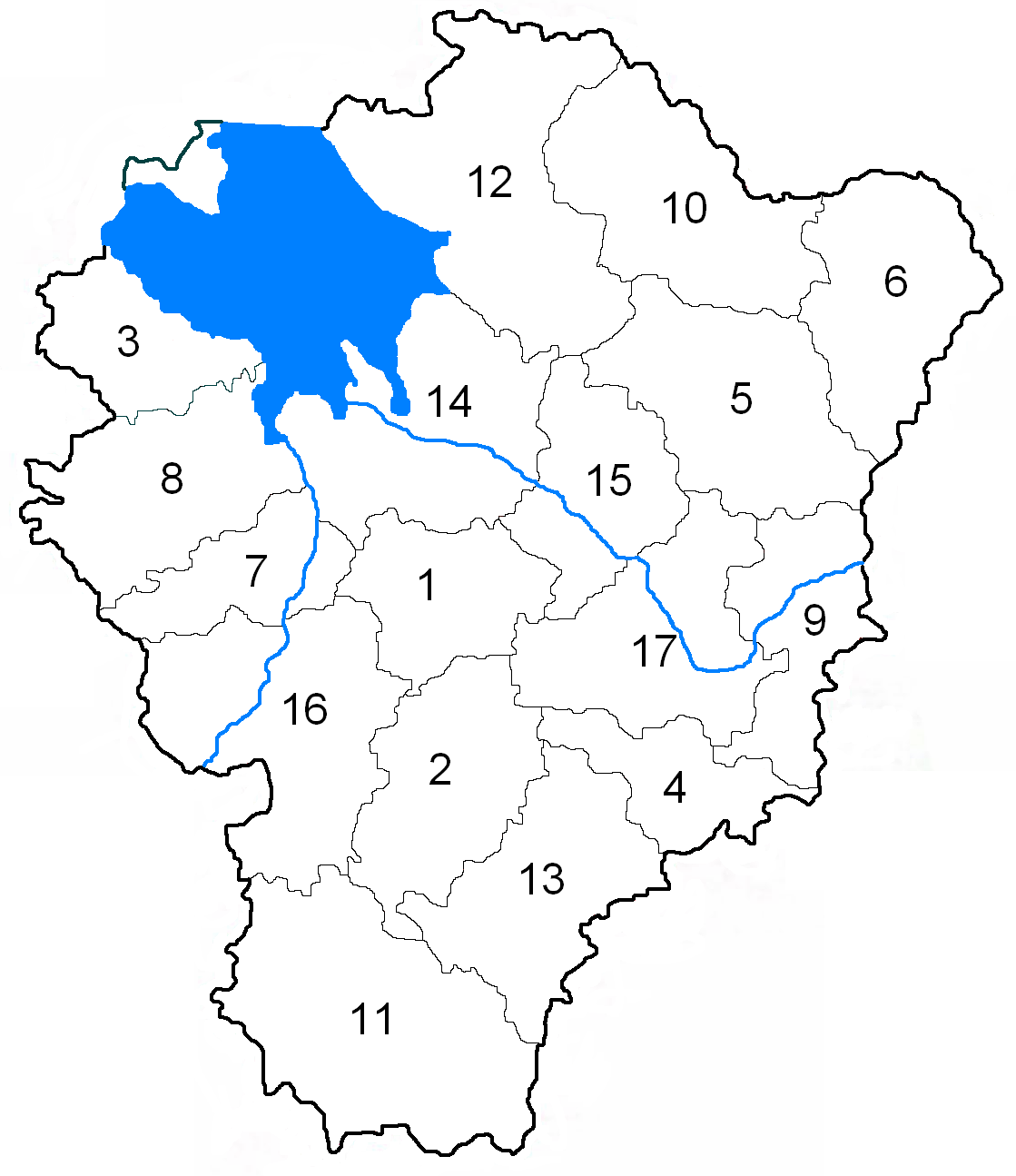
Rajons der Oblast Jaroslawl (Nummern in der ersten Tabellenspalte)

Den Rajons sind insgesamt 11 Stadt- und 69 Landgemeinden unterstellt (Stand: 2010). Eine Besonderheit der Oblast Jaroslawl unter den Föderationssubjekten Russlands stellt die weitere Unterteilung der Gemeinden in Landbezirke (Selski okrug) als zusätzliche Gliederungsebene dar. Von diesen gibt es insgesamt 225, darunter 224 innerhalb von Landgemeinden und einen als Teil einer gleichnamigen Stadtgemeinde (Ljubim). Auch die meisten der elf Siedlungen städtischen Typs der Oblast gehören zu Landgemeinden, anstatt eigenständige Stadtgemeinden zu bilden, wie sonst zumeist üblich.

## Stadtkreise
| \| \| |
|       |

|  |

| \| \| |
|       |

|  |

| \| \| |
|       |

|  |

## Rajons
| [ 3 ] | Rajon          | Einwohner | Fläche (km²) | Bevölkerungs- dichte (Ew./km²) | Stadt- bevölkerung | Land- bevölkerung | Verwaltungssitz    | Weitere Orte                                          | Anzahl Stadt- gemeinden | Anzahl Land- gemeinden/ -bezirke | Lage |
| ----- | -------------- | --------- | ------------ | ------------------------------ | ------------------ | ----------------- | ------------------ | ----------------------------------------------------- | ----------------------- | -------------------------------- | ---- |
| 1     | Bolschoje Selo | 9.423     | 1.353        | 7                              | –                  | 9.423             | Bolschoje Selo     |                                                       | –                       | 3/7                              |      |
| 2     | Borissoglebski | 13.283    | 1.750        | 8                              | 5.523              | 7.760             | Borissoglebski     |                                                       | –                       | 5/12                             |      |
| 3     | Breitowo       | 7.705     | 2.160        | 4                              | –                  | 7.705             | Breitowo           |                                                       | –                       | 3/8                              |      |
| 5     | Danilow        | 26.470    | 2.230        | 12                             | 15.781             | 10.689            | Danilow            |                                                       | 1                       | 3/19                             |      |
| 4     | Gawrilow-Jam   | 27.651    | 1.120        | 25                             | 18.077             | 9.574             | Gawrilow-Jam       |                                                       | 1                       | 4/9                              |      |
| 17    | Jaroslawl      | 51.920    | 1.937        | 27                             | 7.097              | 44.823            | Jaroslawl          | Lesnaja Poljana                                       | 1                       | 7/19                             |      |
| 6     | Ljubim         | 12.448    | 1.960        | 6                              | 5.642              | 6.806             | Ljubim             |                                                       | 1                       | 3/7                              |      |
| 7     | Myschkin       | 10.803    | 1.111        | 10                             | 5.770              | 5.033             | Myschkin           |                                                       | 1                       | 2/10                             |      |
| 8     | Nekous         | 17.439    | 1.954        | 9                              | –                  | 17.439            | Nowy Nekous        |                                                       | –                       | 4/11                             |      |
| 9     | Nekrassowskoje | 22.350    | 1.380        | 16                             | 10.542             | 11.808            | Nekrassowskoje     | Burmakino, Krasny Profintern                          | –                       | 3/14                             |      |
| 11    | Pereslawl      | 20.355    | 3.130        | 7                              | –                  | 20.355            | Pereslawl-Salesski |                                                       | –                       | 3/21                             |      |
| 10    | Perwomaiski    | 11.916    | 2.270        | 5                              | 4.868              | 7.048             | Pretschistoje      |                                                       | 1                       | 2/10                             |      |
| 12    | Poschechonje   | 15.826    | 4.383        | 4                              | 6.520              | 9.306             | Poschechonje       |                                                       | 1                       | 4/18                             |      |
| 13    | Rostowski      | 67.832    | 2.073        | 33                             | 49.315             | 18.517            | Rostow Weliki      | Ischnja, Petrowskoje, Poretschje-Rybnoje, Semibratowo | 1                       | 4/17                             |      |
| 14    | Rybinsk        | 29.083    | 3.150        | 9                              | 2.641              | 26.442            | Rybinsk            |                                                       | 1                       | 10/16                            |      |
| 15    | Tutajew        | 57.718    | 1.444        | 40                             | 46.981             | 10.737            | Tutajew            | Konstantinowski                                       | 1                       | 4/10                             |      |
| 16    | Uglitsch       | 48.265    | 2.568        | 19                             | 34.528             | 13.737            | Uglitsch           |                                                       | 1                       | 5/17                             |      |